# دو كيروش
دو كيروش هو لاعب كرة قدم برازيلي، ولد في 19 يناير 2000.

## وصلات خارجية
- دو كيروش على موقع قاعدة بيانات كرة القدم.إي يو (الإنجليزية)
- دو كيروش على موقع Soccerway.com (الإنجليزية)